# Ardal (shahrestan)
Ardal (persiska: شهرستان اردل, Shahrestan-e Ardal) är en shahrestan, delprovins, i provinsen Chahar Mahal och Bakhtiari, i den centrala delen av landet. Antalet invånare var 48 880 år 2016. Administrativ huvudort är staden Ardal.